# Choeromorpha trifasciata
Choeromorpha trifasciata là một loài bọ cánh cứng trong họ Cerambycidae.